# Paleobiologia

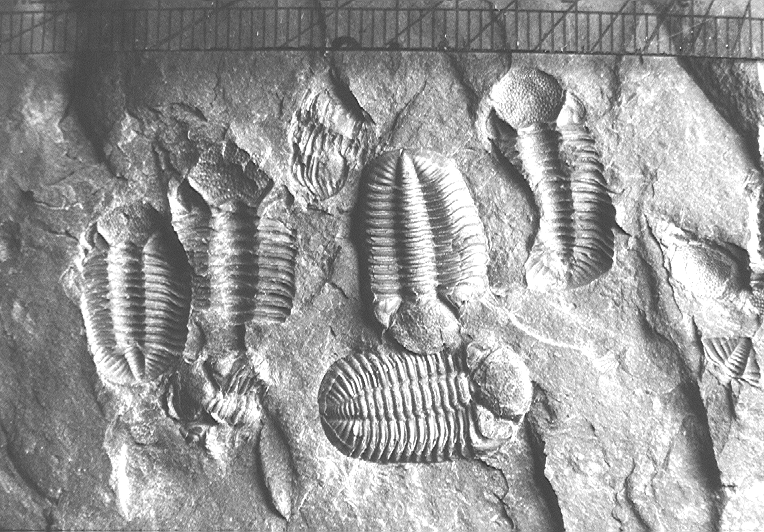
Fósseis de trilobites, um grupo de artrópodes extinto do Paleozóico.

A Paleobiologia é a disciplina paleontológica que estuda a vida, em todos os seus aspectos, do passado geológico da Terra. Juntamente com a Tafonomia e a Biocronologia, a Paleobiologia constitui uma das três subdivisões conceptuais da Paleontologia.

## Divisões da Paleobiologia
Sendo o estudo da Biologia dos organismos do passado geológico, por via do estudo dos fósseis, a Paleobiologia, subdivide-se, basicamente, nas mesmas disciplinas que a Biologia, mas abordadas de uma perspe(c)tiva paleontológica: Paleozoologia, Paleobotânica, Paleoecologia, Paleoanatomia, Paleoneurologia, etc. É no seio da Paleobiologia que se insere a Paleozoologia, o estudo dos fósseis de animais, e a Paleobotânica, o estudo dos fósseis de plantas.
Enquanto a Paleozoologia e a Paleobotânica se centram em grupos biológicos (animais e plantas), a Paleoecologia é uma disciplina transversal no seio da Paleobiologia, centrando-se no estudo dos ecossistemas do passado, ou seja estudando as relações entre os diversos paleorganismos de uma determinada fatia temporal e entre estes e os paleoambientes em que viviam.
Outras disciplinas paleobiológicas transversais, que não estão limitadas a um dado grupo taxonómico, são, por exemplo: a Macropaleontologia, que estuda os fósseis visíveis a olho nu, e a Micropaleontologia, que estuda fósseis de pequenas dimensões, que necessitam de microscópio para serem convenientemente estudados.
Uma outra disciplina paleobiológica transerval, que abrange a Paleobotânica e a Micropaleontologia, é a Palinologia, que se dedica ao estudo dos pólen e dos esporos fossilizados.[carece de fontes?]